# Yport
Yport és un municipi francès situat al departament del Sena Marítim i a la regió de Normandia. L'any 2007 tenia 1.005 habitants.

## Demografia

### Població
El 2007 la població de fet de Yport era de 1.005 persones. Hi havia 437 famílies de les quals 148 eren unipersonals (42 homes vivint sols i 106 dones vivint soles), 132 parelles sense fills, 106 parelles amb fills i 51 famílies monoparentals amb fills.
La població ha evolucionat segons el següent gràfic:
Habitants censats

### Habitatges
El 2007 hi havia 770 habitatges, 447 eren l'habitatge principal de la família, 282 eren segones residències i 41 estaven desocupats. 708 eren cases i 61 eren apartaments. Dels 447 habitatges principals, 267 estaven ocupats pels seus propietaris, 172 estaven llogats i ocupats pels llogaters i 7 estaven cedits a títol gratuït; 1 tenia una cambra, 38 en tenien dues, 96 en tenien tres, 149 en tenien quatre i 163 en tenien cinc o més. 216 habitatges disposaven pel capbaix d'una plaça de pàrquing. A 230 habitatges hi havia un automòbil i a 128 n'hi havia dos o més.

### Piràmide de població
La piràmide de població per edats i sexe el 2009 era:
| Homes | Edats   | Dones |
| ----- | ------- | ----- |
| 0     | 95 o +  | 0     |
| 0     | 90 a 94 | 4     |
| 4     | 85 a 89 | 16    |
| 8     | 80 a 84 | 16    |
| 36    | 75 a 79 | 32    |
| 24    | 70 a 74 | 12    |
| 32    | 65 a 69 | 28    |
| 20    | 60 a 64 | 36    |
| 8     | 55 a 59 | 52    |
| 32    | 50 a 54 | 24    |
| 20    | 45 a 49 | 12    |
| 36    | 40 a 44 | 32    |
| 24    | 35 a 39 | 32    |
| 44    | 30 a 34 | 40    |
| 44    | 25 a 29 | 44    |
| 16    | 20 a 24 | 36    |
| 36    | 15 a 19 | 40    |
| 36    | 10 a 14 | 24    |
| 36    | 5 a 9   | 20    |
| 20    | 0 a 4   | 28    |

## Economia
El 2007 la població en edat de treballar era de 624 persones, 431 eren actives i 193 eren inactives. De les 431 persones actives 371 estaven ocupades (196 homes i 175 dones) i 60 estaven aturades (31 homes i 29 dones). De les 193 persones inactives 84 estaven jubilades, 51 estaven estudiant i 58 estaven classificades com a «altres inactius».

### Ingressos
El 2009 a Yport hi havia 435 unitats fiscals que integraven 977 persones, la mediana anual d'ingressos fiscals per persona era de 15.480 €.

### Activitats econòmiques
Dels 37 establiments que hi havia el 2007, 3 eren d'empreses alimentàries, 4 d'empreses de construcció, 6 d'empreses de comerç i reparació d'automòbils, 2 d'empreses de transport, 10 d'empreses d'hostatgeria i restauració, 2 d'empreses d'informació i comunicació, 2 d'empreses immobiliàries, 2 d'empreses de serveis, 2 d'entitats de l'administració pública i 4 d'empreses classificades com a «altres activitats de serveis».
Dels 15 establiments de servei als particulars que hi havia el 2009, 1 era una oficina de correu, 1 guixaire pintor, 1 fusteria, 1 electricista, 1 empresa de construcció, 2 perruqueries, 7 restaurants i 1 agència immobiliària.
Dels 5 establiments comercials que hi havia el 2009, 2 eren botiges de menys de 120 m², 1 una botiga de menys de 120 m², 1 una fleca i 1 una botiga de material de revestiment de parets i terra.
L'any 2000 a Yport hi havia 3 explotacions agrícoles.

## Equipaments sanitaris i escolars
L'únic equipament sanitari que hi havia el 2009 era una farmàcia.
El 2009 hi havia 1 escola maternal i 1 escola elemental.

## Poblacions més properes
El següent diagrama mostra les poblacions més properes.